# Base (logiciel)
Pour les articles homonymes, voir Base.
 (avril 2013).
Si vous disposez d'ouvrages ou d'articles de référence ou si vous connaissez des sites web de qualité traitant du thème abordé ici, merci de compléter l'article en donnant les références utiles à sa vérifiabilité et en les liant à la section « Notes et références ».
Base est le système de gestion de bases de données relationnelles (SGBDR) proposé par les suites bureautiques libres LibreOffice et Apache OpenOffice.

## Présentation
Ce logiciel permet la création et la manipulation :
- de bases de données, et leurs mises en relations ;
- de requêtes, et de vues ;
- de formulaire de consultation, ou de saisie ;
- d'états simples (type publipostage), ou complexes, à partir de la version 2.3.0 par l'ajout de l'extension Sun Report Builder, disponible sur le site d'extensions d'OpenOffice.org[2].

Il s'inspire du logiciel Microsoft Access.
Base est compatible avec de nombreux formats de fichier dont MySQL/PostgreSQL et dBase.  Il propose également un format de fichier natif et conforme au standard libre « OASIS », odb (format OASIS) depuis la version 2.0 d'OpenOffice.org.
Le module embarque le petit moteur de base de données natif HSQLDB. L'accès au mode natif est mono-utilisateur (verrouillage du fichier ODB à la première ouverture). Il peut également s'interfacer avec un moteur de base de données plus lourd et plus performant.
OpenOffice.org Base correspond à un besoin des utilisateurs désireux d'utiliser une base de données relationnelle qui pourra ultérieurement être externalisée.
Dans les versions d'OpenOffice.org antérieure à la version 2.0, le module n'existait pas mais on pouvait accéder aux bases de données par le menu Affichage/Sources de données.  Bien que le module base soit nécessaire au publipostage dans le module Writer, le module ne se substitue pas pour autant aux sources de données des versions précédentes.

## Identité visuelle

Logo des versions 2
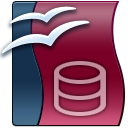
Logo de la version 3.0 à 3.2
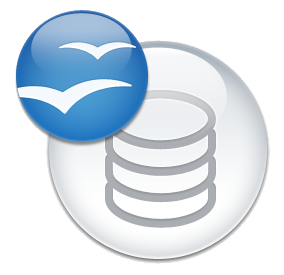
Logo depuis la version 3.2.1

## Logiciels concurrents
- Bento (Mac OS X uniquement)
- FileMaker Pro (Microsoft Windows, OS X)
- Kexi (logiciel libre)
- LibreOffice Base (logiciel libre)
- Microsoft Access (Microsoft Windows uniquement)
- StarOffice Base